# Svitavyi járás

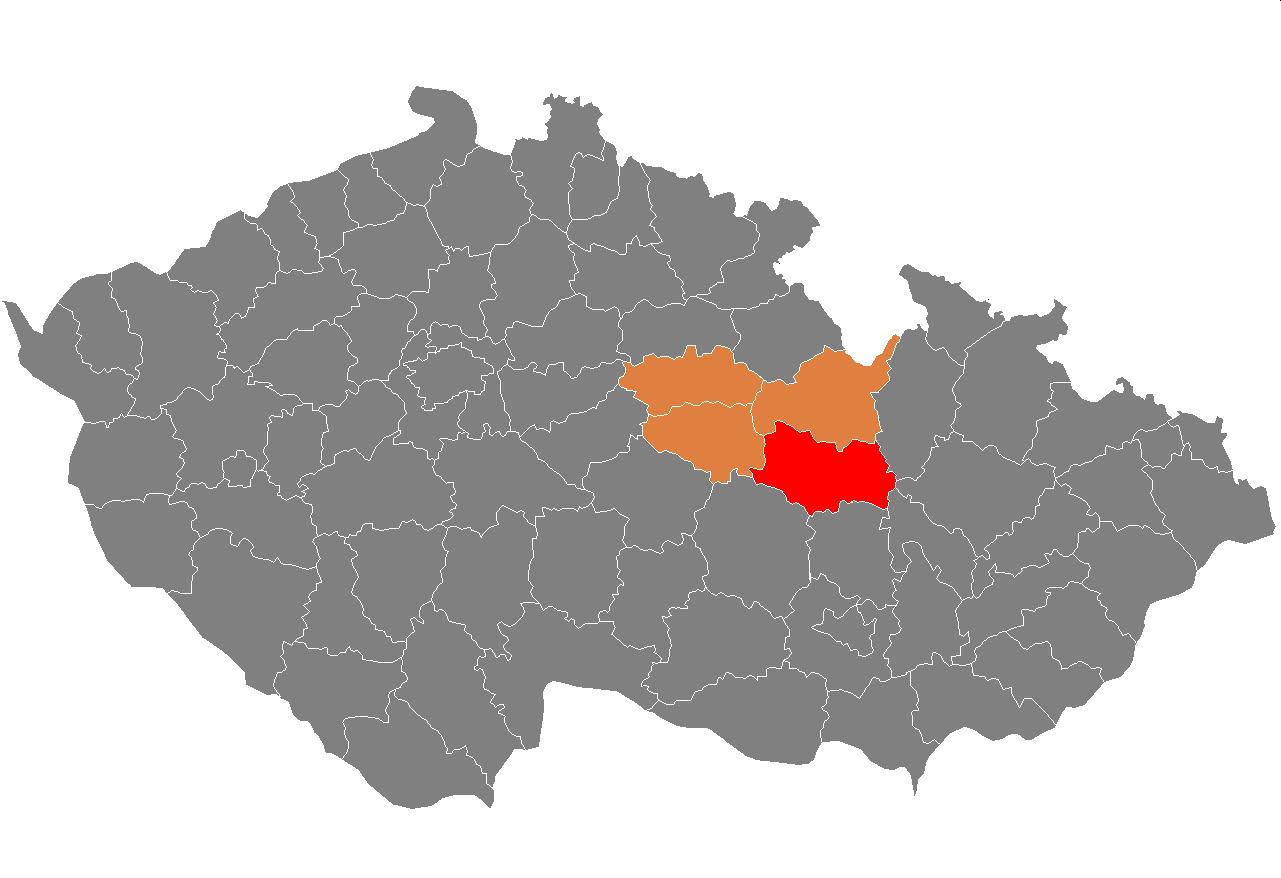
A Svitavyi járás

A Svitavyi járás (csehül: Okres Svitavy) közigazgatási egység Csehország Pardubicei kerületében. Székhelye Svitavy. Lakosainak száma 106 077 fő (2009). Területe 1378,56 km².

## Városai, mezővárosai és községei
A városok félkövér, a mezővárosok dőlt, a községek álló betűkkel szerepelnek a felsorolásban.
Banín •
Bělá nad Svitavou •
Bělá u Jevíčka •
Benátky •
Bezděčí u Trnávky •
Biskupice •
Bohuňov •
Bohuňovice •
Borová •
Borušov •
Březina •
Březinky •
Březiny •
Březová nad Svitavou •
Brněnec •
Budislav •
Bystré •
Cerekvice nad Loučnou •
Chmelík •
Chornice •
Chotěnov •
Chotovice •
Chrastavec •
Čistá •
Desná •
Dětřichov •
Dětřichov u Moravské Třebové •
Dlouhá Loučka •
Dolní Újezd •
Gruna •
Hartinkov •
Hartmanice •
Horky •
Horní Újezd •
Hradec nad Svitavou •
Janov •
Janůvky •
Jaroměřice •
Jarošov •
Javorník •
Jedlová •
Jevíčko •
Kamenec u Poličky •
Kamenná Horka •
Karle •
Koclířov •
Korouhev •
Koruna •
Křenov •
Kukle •
Kunčina •
Květná •
Lavičné •
Linhartice •
Litomyšl •
Lubná •
Makov •
Malíkov •
Městečko Trnávka •
Mikuleč •
Mladějov na Moravě •
Morašice •
Moravská Třebová •
Nedvězí •
Němčice •
Nová Sídla •
Nová Ves u Jarošova •
Oldřiš •
Opatov •
Opatovec •
Osík •
Pohledy •
Polička •
Pomezí •
Poříčí u Litomyšle •
Příluka •
Pustá Kamenice •
Pustá Rybná •
Radiměř •
Radkov •
Řídký •
Rohozná •
Rozhraní •
Rozstání •
Rudná •
Rychnov na Moravě •
Sádek •
Sebranice •
Sedliště •
Široký Důl •
Sklené •
Slatina •
Sloupnice •
Staré Město •
Stašov •
Strakov •
Študlov •
Suchá Lhota •
Svitavy •
Svojanov •
Telecí •
Třebařov •
Trpín •
Trstěnice •
Tržek •
Újezdec •
Útěchov •
Vendolí •
Vidlatá Seč •
Víska u Jevíčka •
Vítějeves •
Vlčkov •
Vranová Lhota •
Vrážné •
Vysoká •
Želivsko

## Fordítás
- Ez a szócikk részben vagy egészben  a   Svitavy District című angol Wikipédia-szócikk ezen változatának fordításán alapul.  Az eredeti cikk szerkesztőit annak laptörténete sorolja fel. Ez a jelzés csupán a megfogalmazás eredetét és a szerzői jogokat jelzi, nem szolgál a cikkben szereplő információk forrásmegjelöléseként.
- Ez a szócikk részben vagy egészben  az   Okres Svitavy című cseh Wikipédia-szócikk ezen változatának fordításán alapul.  Az eredeti cikk szerkesztőit annak laptörténete sorolja fel. Ez a jelzés csupán a megfogalmazás eredetét és a szerzői jogokat jelzi, nem szolgál a cikkben szereplő információk forrásmegjelöléseként.